# When Johnny Comes Marching Home

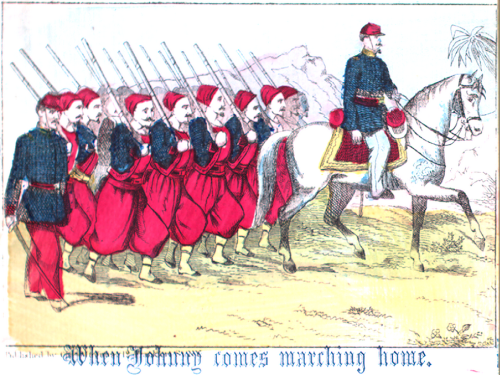
Teckning att kompani under inbördeskriget med undertexten "When Johnny Comes Marching Home".

When Johnny Comes Marching Home är en äldre sång vars ursprung är omdebatterat. Vad som däremot är känt är att sången skrevs innan år 1863 och var populär under det amerikanska inbördeskriget som en sång som uttryckte människors längtan efter att deras vänner och släktingar, som deltog i kriget, skulle återvända hem. I modern tid har den spelats in av många olika artister och grupper och texten har även gjorts om för att bli roligare eller för att ge ett annat budskap. En av de mer kända omskrivningarna gjordes av Louis Lambert. Sången kallades då "For Bales". Den mest kända omskrivningen i modern tid är förmodligen "English Civil War" av The Clash. Den har senare även spelats in av bland andra Ultima Thule. Melodin till "When Johnny Comes Marching Home" används även till "The Ants Go Marching One By One", "The Animals Went in Two by Two" och "For Bales". Den används även som melodi till en ramsa som Luleåfans sjunger och låten förekommer även i filmen Dr. Strangelove eller: Hur jag slutade ängslas och lärde mig älska bomben. På fotbollslaget Liverpool FC:s hemmaarena Anfield ekade sången mellan 2008 och 2010 i form av en hyllningssång till den spanske anfallaren Fernando Torres.[källa behövs]

## Text
Originaltexten skriven av Gilmore, är:
When Johnny comes marching home again
Hurrah! Hurrah!
We'll give him a hearty welcome then
Hurrah! Hurrah!
The men will cheer and the boys will shout
The ladies they will all turn out
And we'll all feel gay
When Johnny comes marching home.
The old church bell will peal with joy
Hurrah! Hurrah!
To welcome home our darling boy, 
Hurrah! Hurrah!
The village lads and lassies say
With roses they will strew the way,
And we'll all feel gay
When Johnny comes marching home.
Get ready for the Jubilee,
Hurrah! Hurrah!
We'll give the hero three times three,
Hurrah! Hurrah!
The laurel wreath is ready now
To place upon his loyal brow
And we'll all feel gay
When Johnny comes marching home.
Let love and friendship on that day,
Hurrah, hurrah!
Their choicest pleasures then display,
Hurrah, hurrah!
And let each one perform some part,
To fill with joy the warrior's heart,
And we'll all feel gay
When Johnny comes marching home.